# 菊鹿盆地
菊鹿盆地（きくかぼんち）は、熊本県北部、菊池川中流域に広がる面積72平方キロメートルの盆地である。菊池盆地（きくちぼんち）・山鹿盆地（やまがぼんち）等とも呼ばれる。

## 概要
東を迫間丘陵（阿蘇溶結凝灰岩）、西を関町丘陵（中生代花崗岩類）、北を筑肥山地、南を肥後台地（段丘礫層）に囲まれた盆地である。
穀倉地帯で、産米は質よく、菊池米として有名である。
約9万年前から弥生時代頃まで「茂賀の浦」と呼ばれるサロマ湖に匹敵する巨大湖があったが、そこが干上がり肥沃な盆地となったといわれる。11世紀初頭になってやっと豪族が土着し、菊池氏を名乗り、有力化して中世に活躍した。
同じ肥後の豪族である阿蘇氏が、神武天皇にも深く繋がる古い氏族であるのと比べ菊池氏の出現が遅いのは、阿蘇カルデラに比べて陸地化が遅かったためと考えられる。

## 関連自治体
- 菊池市
- 山鹿市
- 熊本市北区